# Allison V-1710
Allison V-1710, zrakoplovni motor koji je projektirala i proizvela Allison Engine Company. Bio je jedini motor s dvanaest cilindara (V12) hlađen tekućinom koji je primijenjen u Drugom svjetskom ratu. Inačice s turbopunjačem pokazale su izvrsne performanse na velikim visinama u blizansko-motornom Lockheed P-38 Lightningu, i turbosuperpunjači su primijenjeni pokusnim jednomotornim lovcima uz slične rezultate.
Vrste je klipnog motora. Prvi je put proradio 1930. godine. Sastavljeno je 69.305 primjeraka Motor je razvijen u Allison V-3420.
Zrakoplovni korpus Vojske SAD (USAAC) bio je sklon turbopunjačima. U ranoj fazi razvitka V-1710 značilo je manje utrošena napora na razvijanje prikladnih mehanički upravljanih centrifugalnih supernjača za projekt Allison V-12, kao i za ine projekt motora V-12 iz prijateljskih država, što je britanski Rolls-Royce Merlin već koristio.

## Projekt i razvoj
Allison, odjel General Motorsa razvijao je motor na hlađenje etilen glikolom od 1929. radi udovoljavanja zahtjevima USAAC-a za suvremenim motorom snage 750 kW koji bi mogao stati u novi naraštaj bombardera i lovaca. Radi olakšanja proizvodnje novi projekt bi mogao biti opremljene različitim superpunjačima i propelernim sustavima čime bi se omogućilo jednu proizvodnu liniju za proizvodnju motora za različite lovaca i bombardera.

## Primjene
Primijenjen je u ovim zrakoplovima:
- Bell FM-1 Airacuda
- Bell FL Airabonita
- Bell P-39 Airacobra
- Bell P-63 Kingcobra
- Boeing XB-38 Flying Fortress
- Curtiss P-40 Warhawk
- Curtiss-Wright XP-55 Ascender
- Curtiss XP-60A
- Curtiss YP-37
- Douglas XB-42 Mixmaster
- Douglas DC-8
- Lockheed P-38 Lightning
- North American A-36 Apache
- North American F-82 Twin Mustang
- North American P-51 Mustang
- T29 Heavy Tank (probni)

## Vanjske poveznice
- Popular Science, October 1940, Streamline Motors For Streamline Airplanes
- THE LIQUID-COOLED ALLISON Flight 1941
- The Allison V-1710 Turbo-Compound
- "America's Allison Engine", članak iz Flighta 1942.